# Florin Prunea
Florin Prunea, född 8 augusti 1968, är en rumänsk före detta professionell fotbollsmålvakt som spelade för fotbollsklubbarna Dinamo București, Universitatea Cluj, Universitatea Craiova, Erzurumspor, Astra Ploiești, Litex Lovech, Bacău, Brașov, Xanthi och Național București mellan 1985 och 2000. Han spelade också 40 landslagsmatcher för det rumänska fotbollslandslaget mellan 1990 och 2001.
Prunea vann en Liga I och en rumänsk cup under samma säsong (1990-1991) med Universitatea Craiova och ytterligare en Liga I och en rumänsk cup med Dinamo București (2001-2002). Han vann också en bulgarisk cup med Litex Lovech (2000-2001).